# Ullrich Teuscher
Ullrich M. „Ulli“ Teuscher (* 28. Dezember 1940 in Habelschwerdt, Landkreis Habelschwerdt, Provinz Niederschlesien) ist ein deutscher Zahnmediziner und Kieferorthopäde.

## Leben
Ullrich Teuscher verbrachte seine ersten Kindheitsjahre während und kurz nach dem Zweiten Weltkrieg in Niederschlesien, vornehmlich in Glatz, und danach in Hohenheida bei Leipzig, wo sein Großvater Arthur Teuscher Bürgermeister war.

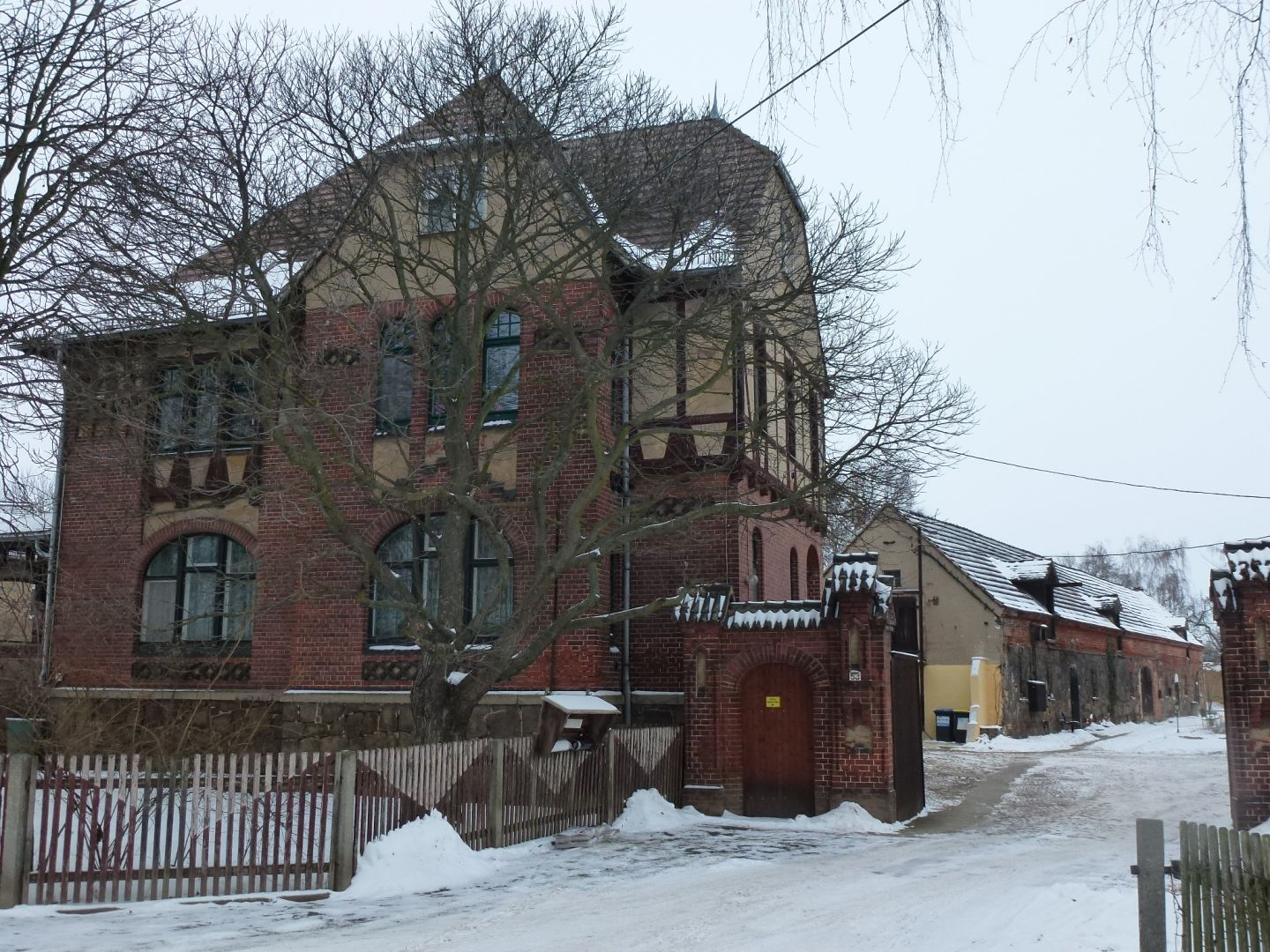
Backsteinhaus der Familie Teuscher in Hohenheida

Nach der Übersiedlung in die Bundesrepublik studierte Teuscher Medizin und Zahnmedizin in Freiburg im Breisgau. Dabei übten Hermann Krauß und Josef Eschler großen Einfluss auf ihn aus. Teuscher legte das Zahnarztdiplom 1963 ab, erwarb den Doktortitel 1971 und den Facharzttitel für Kieferorthopädie 1973. Seit 1971 ist Teuscher am Zentrum für Zahnmedizin der Universität Zürich als Dozent und klinischer Instruktor tätig. 1987 erlangte Teuscher mit seiner Monographie zur wachstumsbezogenen Distalbissbehandlung als Habilitationsschrift die Venia Legendi der medizinischen Fakultät der Universität Zürich.

## Kieferorthopädische Errungenschaften

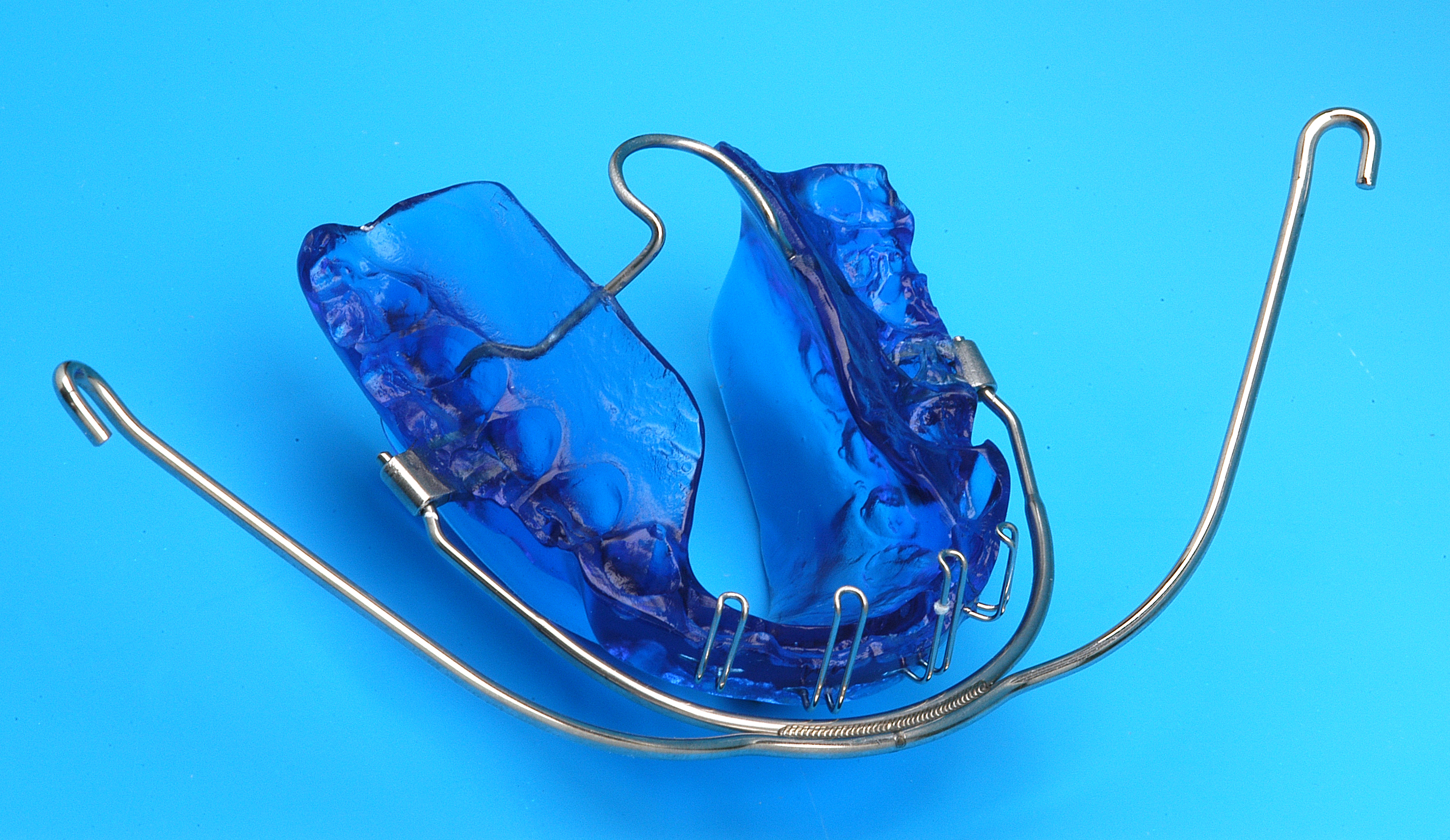
Monobloc-Headgear Aktivator nach Teuscher zur Behandlung des Distalbisses

Die nach ihm benannte funktionskieferorthopädische Apparatur ist eine Kombination eines Aktivators mit einem Headgear. Teuscher und später andere Wissenschaftler konnten im Rahmen mehrerer Untersuchungen nachweisen, dass durch diese Kombination die negativen Therapieeinflüsse des Aktivators auf die Dentition behoben werden können und bessere Resultate in Bezug auf Gesichtsästhetik zu erzielen sind.

„Teuscher hat dem ganzen verfügbaren Spektrum nicht einfach ein neues Gerät zur Distalbiss-Behandlung hinzugefügt. [...] Er hat eine Behandlungsstrategie mit dem Ziel entworfen, alle einzelnen Faktoren, die zu einer dentalen und skelettalen Korrektur des Bisses beitragen, richtungsspezifisch zu nutzen.“

Des Weiteren entwarf Teuscher auch einen Mesialbiss-Aktivator.

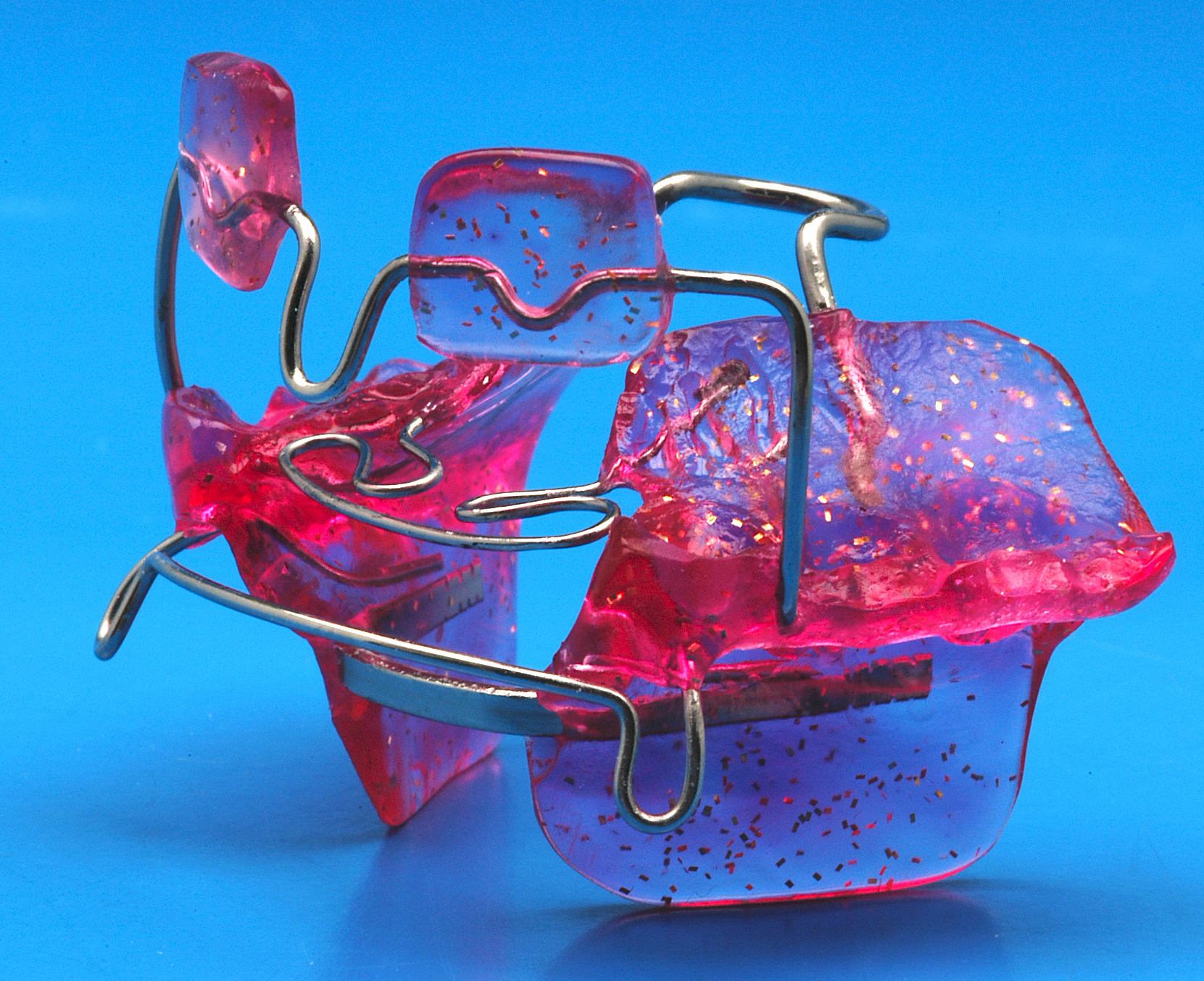
Mesialbiss-Aktivator nach Teuscher

Teuscher prägte maßgeblich die konzeptionellen Ansätze der kombinierten Behandlung von Kieferorthopädie und Kieferchirurgie. Mit Hugo Obwegeser formulierte Teuscher die grundlegenden Prinzipien der interdisziplinären Behandlungsplanung von Gesichtsanomalien.
Während seiner über 40 Jahre andauernden Tätigkeit auf dem Gebiet der Kieferorthopädie erlangte Teuscher internationale Bekanntheit. Seine Publikationen zur Biomechanik der Zahnbewegung sind wegweisend und haben in deutschen und angelsächsischen Lehrbüchern der Kieferorthopädie Eingang gefunden.